# Calligyrus gerlachi
Calligyrus gerlachi är en rundmaskart som beskrevs av Lorenzen 1969. Calligyrus gerlachi ingår i släktet Calligyrus och familjen Desmoscolecidae. Inga underarter finns listade i Catalogue of Life.